# Nnamdi Oduamadi
Nnamdi Chidiebere Oduamadi más conocido como Nnamdi Oduamadi (17 de octubre de 1990, Lagos, Nigeria) es un futbolista nigeriano que juega en la posición de delantero. Actualmente juega para el HJK Helsinki cedido por el AC Milan de la Serie A.

## Selección nacional
Oduamadi debutó con la Selección de fútbol de Nigeria en marzo de 2011 frente a Kenia. Su primer gol con Las Águilas fue justamente frente a Kenia en un partido correspondiente a la clasificación africana para la Copa Mundial 2014. Además, anotó 3 goles frente a Tahití en el primer partido de su selección por la Copa Confederaciones 2013.

### Participaciones con la selección
| Mundial                        | Sede   | Resultado      |
| ------------------------------ | ------ | -------------- |
| Copa FIFA Confederaciones 2013 | Brasil | Fase de Grupos |

## Clubes
| Club                      | País      | Año       |
| ------------------------- | --------- | --------- |
| A. C. Milan               | Italia    | 2010-     |
| Torino (Cesión)           | Italia    | 2011-2012 |
| Varese (Cesión)           | Italia    | 2012-2013 |
| Brescia Calcio (Cesión)   | Italia    | 2013      |
| FC Crotone (Cesión)       | Italia    | 2014      |
| US Latina Calcio (Cesión) | Italia    | 2015      |
| Şanlıurfaspor (Cesión)    | Turquía   | 2015      |
| HJK Helsinki (Cesión)     | Finlandia | 2016-     |